# سیارک ۱۱۰۹۸
سیارک ۱۱۰۹۸ (به انگلیسی: 11098 Ginsberg، نامگذاری:1995GC2) یازده هزار و نود و هشتمین سیارک کشف شده‌است که در ۲ آوریل ۱۹۹۵ کشف شد.
قدر مطلق سیارک برابر ۱۳٫۶۰ است.